# Idaea trifasciata
Idaea trifasciata är en fjärilsart som beskrevs av Giovanni Antonio Scopoli 1772. Idaea trifasciata ingår i släktet Idaea och familjen mätare. Inga underarter finns listade i Catalogue of Life.